# The Grand Wazoo
The Grand Wazoo — студийный альбом Фрэнка Заппы и группы The Mothers, выпущенный в 1972 году. Альбом был записан в период, когда Заппа оправлялся от последствий нападения в Лондоне. Альбом вместе с Waka/Jawaka (июль 1972) ознаменовывает дебют Заппы с использованием биг-бэнда в джаз-фьюжне, являясь тем самым логичным переходом от альбома Hot Rats (1969), который был выпущен более малочисленным составом. Это также последний альбом Заппы на лейбле Bizarre Records.

## Об альбоме
В записи этого диска был задействован большой инструментальный состав. Это был третий альбом Заппы, в концертном туре которого он не смог участвовать так как он был в то время прикован к инвалидному креслу после нападения на него на концерте в Лондоне, когда Заппа, упав со сцены в оркестровую яму, получил травму. Как и в случае с альбомами Hot Rats (1969), Burnt Weeny Sandwich (1970) и Waka/Jawaka (июль 1972), большую часть The Grand Wazoo составляют инструментальные композиции.

## Список композиций
Автор всех песен — Фрэнк Заппа.
| №  | Название                                     | Длительность |
| -- | -------------------------------------------- | ------------ |
| 1. | «For Calvin (And His Next Two Hitch-Hikers)» | 6:06         |
| 2. | «The Grand Wazoo»                            | 13:20        |

| №  | Название                    | Длительность |
| -- | --------------------------- | ------------ |
| 3. | «Cletus Awreetus-Awrightus» | 2:57         |
| 4. | «Eat That Question»         | 6:42         |
| 5. | «Blessed Relief»            | 8:00         |

| №  | Название                                     | Длительность |
| -- | -------------------------------------------- | ------------ |
| 1. | «The Grand Wazoo»                            | 13:20        |
| 2. | «For Calvin (And His Next Two Hitch-Hikers)» | 6:06         |
| 3. | «Cletus Awreetus-Awrightus»                  | 2:57         |
| 4. | «Eat That Question»                          | 6:43         |
| 5. | «Blessed Relief»                             | 7:59         |

## Участники записи
Сведения взяты из буклета альбома.

### Музыканты
| «The Grand Wazoo» и «For Calvin (And His Next Two Hitch-Hikers)» - Майк Альтчул — деревянные духовые инструменты - Билл Байерс — тромбонное соло - Джоанна Колдуэлл — деревянные духовые инструменты - Ирл Дамлер — деревянные духовые инструменты - Эйнсли Данбар — ударные - Тони Дюран — соло слайд-гитары в «The Grand Wazoo», гитара - Erroneous (Алекс Дмочёвски) — бас - Алан Эстес — перкуссия - Фред Джексон — деревянные духовые инструменты - Сэл Маркес — вокал, соло трубы - Малькольм Макнабб — медные духовые - Джанет Невилл-Фергюссон — вокал - Тони «Бэт Ман» Ортега — деревянные духовые инструменты - Дон Престон — minimoog - Джонни Ротелла — деревянные духовые инструменты - Кен Шойер — «подрядчик и духовный руководитель» - Эрни Так — медные духовые - Фрэнк Заппа — вступительное гитарное соло в «The Grand Wazoo», гитара - Боб Зиммитти — перкуссия «Cletus Awreetus-Awrightus» - Майк Альтчул — деревянные духовые инструменты - «Chunky» (Лорен Вуд) — вокал - Джордж Дюк — клавишные, вокал - Erroneous (Алекс Дмочёвски) — бас - Эйнсли Данбар — ударные - Сэл Маркес — медные духовые - Кен Шроер — тромбоны - Эрни Уоттс — деревянные духовые, соло Си-мелоди-саксофона (the «Mystery Horn») - Фрэнк Заппа — вокал, гитара | «Eat That Question» - Майк Альтчул — деревянные духовые инструменты - Ли Клемент — гонг - Джордж Дюк — клавишные - Эйнсли Данбар — ударные - Erroneous (Алекс Дмочёвски) — бас - Сэл Маркес — медные духовые, «несколько гудков» - Джоэл Пескин — деревянные духовые - Фрэнк Заппа — гитара, перкуссия «Blessed Relief» - Майк Альтчул — деревянные духовые инструменты - Джордж Дюк — клавишные - Эйнсли Данбар — ударные - Тони Дюран — ритм-гитара - Erroneous (Алекс Дмочёвски) — бас - Сэл Маркес — медные духовые - Джоэл Пескин — деревянные духовые - Фрэнк Заппа — ведущая гитара - Фрэнк Заппа — продюсер, аранжировщик, арт-директор - Керри Макнабб — звукоинженер - Пол Хоф — специальный ассистент - Эд Караефф, Тони Эспарза, Барри Фэйнштейн — фотографии - Кэл Шенкель — иллюстрации к обложке - Кенни Шроер — духовный руководитель - Кенни Шроер — подрядчик - Ernie’s Taco House — бурритто - два парня из Италии — пицца - Hollywood Ranch Market — барбекю из курицы |